# جيمس باريت (طبيب عيون)
جيمس باريت (بالإنجليزية: James Barrett)‏ هو طبيب عيون أسترالي، ولد في 27 فبراير 1862، وتوفي في 6 أبريل 1945.